# Phòng trưng bày Szalom

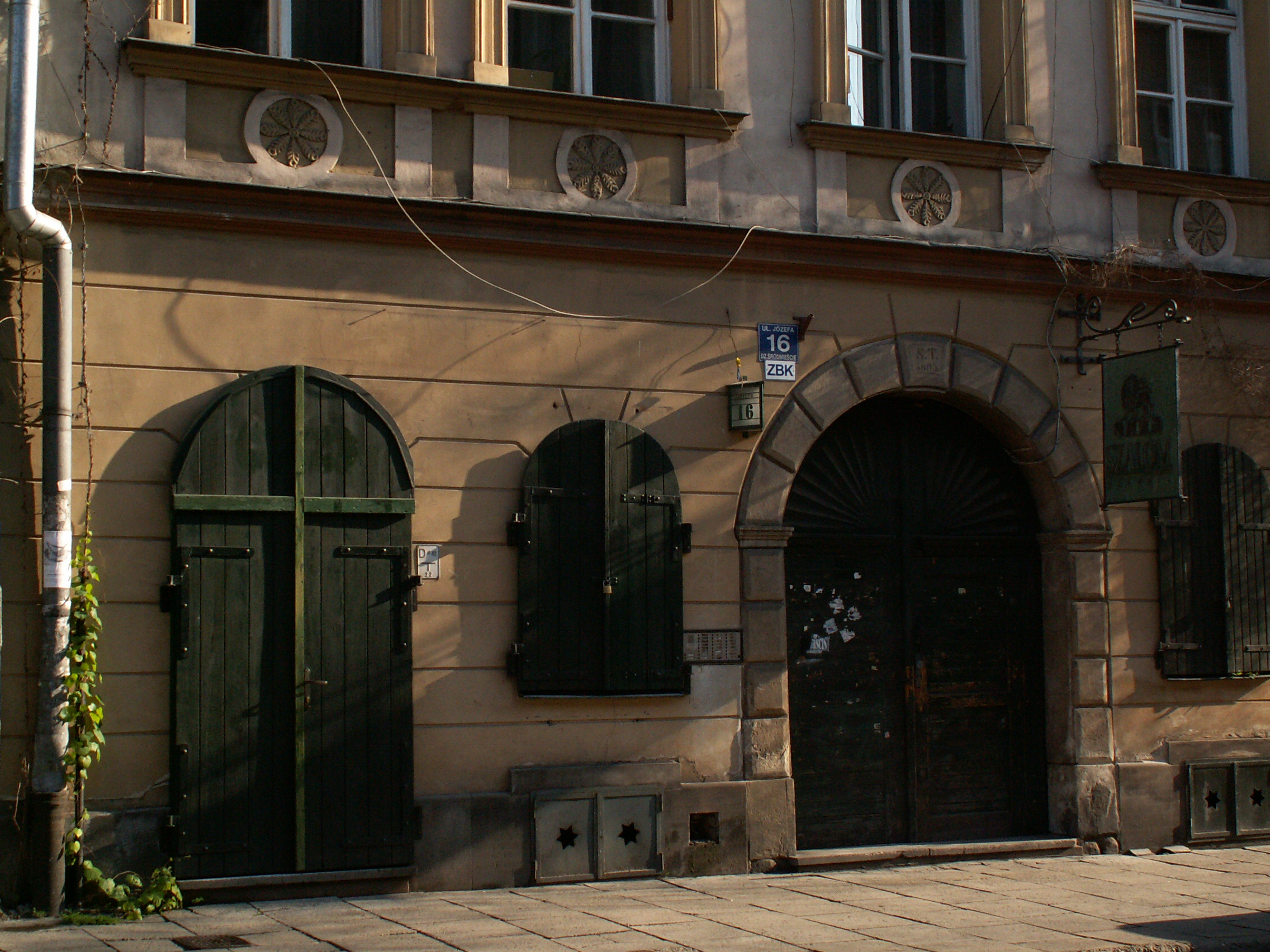
Phòng trưng bày Szalom ở Kraków

Phòng trưng bày Szalom (tiếng Ba Lan: Galeria Szalom)  là một phòng trưng bày nghệ thuật nằm bên trong một ngôi nhà chung cư lịch sử tọa lạc tại số 16 Phố Józefa, 31-056 Kraków, Ba Lan.
Phòng trưng bày Szalom bắt đầu hoạt động từ năm 1994. Đây là nơi triển lãm những tác phẩm thuộc các lĩnh vực hội họa, điêu khắc và âm nhạc của các nghệ sĩ nổi tiếng như: Jacek và Anna Sieków, Ewa Kutermak-Madej, Kazimierz Madej, Witold Abako, Marek Piechowski, Ewa Preisner, Andrzej Folfas, Dariusz Miliński, Malgorzata Górnisiewicz, Jan Kante Pawluśkiewicz, Łucja Kłańska-Kanarek, Teresa Świeży-Klimecka, Itamara Koki (Israel), Sylwia Jurkiewicz (Kalisz), Antoni Chrzanowski, Jerzy Skarżyński, Sebastian Kudas, Marek Wróbel (Gdańsk), Jan Miśek (Gdańsk), Hanna Rojkowska, Irina Niemirowska. Ngoài ra, Phòng trưng bày còn triển lãm nhiều bộ sưu tập gốm sứ từ các nghệ nhân: Małgorzata Olkuska, Małgorzata Swolkień, Eugeniusz Molski và Adi Adnow (Israel). Bên cạnh đó, đây còn là nơi tổ chức các buổi dạ hội, hòa nhạc, biểu diễn ngoài trời và tham gia tích cực vào Lễ hội Văn hóa Do Thái hàng năm. Phòng trưng bày Szalom sưu tập và sở hữu nhiều đồ vật và tranh vẽ của các nghệ sĩ người Do Thái sinh sống tại Kraków.
Phòng trưng bày Szalom đích thực là nơi quảng bá các nghệ sĩ và tác phẩm nghệ thuật xuất sắc. Đây là một yếu tố không kém phần quan trọng, giúp tạo nên khu lịch sử Kazimierz ở Kraków.